# SP.IN

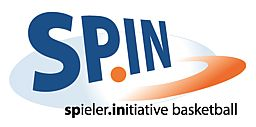
Logo von SP.IN

SP.IN, die spieler.initiative basketball, ist eine Vereinigung von deutschen Basketballern und Basketball-Bundesliga-Spielern. Sie sieht sich als Interessenvertretung von Basketballprofis in Deutschland. Die Vertretung wurde im September 2005 von 12 deutschen Nationalspielern gegründet. Eine Anerkennung seitens der BBL als offizieller Verhandlungspartner steht indes noch aus und es wird versucht, sie gerichtlich durchzusetzen.

## Tätigkeitsschwerpunkte
- Rating der Schiedsrichter aus Spielersicht
- Etablierung eines Standardvertrages für Spieler in der BBL
- Zugänglichmachung des BBL Regelwerkes – Ordnungen, Satzungen, Statuten und Standards – in der Sprache des Spielers
- Offizielle Anerkennung als Gewerkschaft
- Durchsetzung von Sicherheitsstandards

## Organe
Wie bei jedem Verein gibt es den Vorstand und die Mitgliederversammlung.
- Vorstand

Der Vorstand repräsentiert SP.IN nach außen und betreibt das tägliche Geschäft.
Vorstandsmitglieder sind Johannes Herber (Fraport Skyliners), Sven Schultze (ALBA Berlin) (seit 2009) und Dominik Bahiense de Mello (BG Göttingen) (seit 2010), der den ausgeschiedenen Gordon Geib ersetzte.
- Nationalmannschaftsbeirat

Der Nationalmannschaftsbeirat vertritt die speziellen Interessen der Nationalspieler und ist der direkte Ansprechpartner für den DBB sowie aller anderen Partner der Nationalmannschaft.
Mitglieder des Nationalmannschaftsbeirates sind 2010 Jan Jagla, Heiko Schaffartzik und Elias Harris.
- BBL-Beirat

Der BBL-Beirat vertritt die besonderen Belange der Bundesligaspieler.
Mitglieder des BBL-Beirates sind Dominik Bahiense de Mello, Christopher McNaughton und Jay Thomas.

## Mitglieder
Im Juni 2006 hatte SP.IN nach eigenen Angaben 119 Mitglieder, von denen 106 Spieler in der BBL waren.